# 魏取
魏取（ぎ しゅ、生没年不詳）は、魏簡子（ぎ かんし）ともいい、春秋時代の晋の卿。
魏取は魏舒（魏献子）の子として生まれた。紀元前509年、魏舒が死去すると、魏取が後を嗣いで魏氏の宗主となった。